# 魚住ユキコ
魚住 ユキコ（うおずみ ユキコ、3月9日 - ）は、日本の作家（小説家・作詞家・脚本家・ゲームシナリオライター）。

## 著書

### オリジナル小説
- 黒椿姫　雷鳥の暗殺者と公爵令息 (ティアラ文庫)
- ヴァンパイアの花嫁 (ティアラ文庫)
- 冥界伯爵と恋しない令嬢 (一迅社文庫アイリス)
- 騙し絵の国のヴァネッサ (ティアラ文庫)
- いじわる上司がデレたら、めっちゃ溺愛が止まりませんっ(> <) 鬼編集長が御曹司で私に結婚志願中!? (ジュエル文庫)

### ノベライズ作品
- ハートの国のアリス ~The Scent of Roses~ (講談社X文庫ホワイトハート)
- ハートの国のアリス ~The Wind of Midnight~ (講談社X文庫ホワイトハート)
- ハートの国のアリス ~Memories of the Clock~ (講談社X文庫ホワイトハート)
- クローバーの国のアリス ~Sweet Pain,Bitter Love~ (講談社X文庫ホワイトハート)
- クローバーの国のアリス ~A Little Orange Kiss~ (講談社X文庫ホワイトハート)
- クローバーの国のアリス ~The Daydream Lover~ (講談社X文庫ホワイトハート)
- ジョーカーの国のアリス ~Mask of the Circus~ (講談社X文庫ホワイトハート)
- ジョーカーの国のアリス ~Sugary Love Stories~ (講談社X文庫ホワイトハート)
- ジョーカーの国のアリス ~My Honey Children~ (講談社X文庫ホワイトハート)
- 最遊記 紅楼天戯（ZERO-SUM NOVELS）
- ハートの国のアリス ~Sunny Day Sunday~ (講談社X文庫ホワイトハート)
- ジョーカーの国のアリス ~Romantic Second Love~ (講談社X文庫ホワイトハート)
- 明治東亰恋伽 紅月夜の婚約者（角川ビーンズ文庫）
- ダイヤの国のアリス ~Black or Sweets~ (講談社X文庫ホワイトハート)
- 明治東亰恋伽 恋月夜の花嫁（角川ビーンズ文庫）
- ダイヤの国のアリス ~Piece of My Wish~ (講談社X文庫ホワイトハート)

### オムニバス参加作品
- 最遊記OMNIBUS収録『蜜月』（ZERO-SUM NOVELS）

### 雑誌掲載作品
- 明治東亰恋伽 願いの行方（プレミアム・ザ・ビーンズ VOL.2 掲載）

## ゲーム

### シナリオ執筆・監修作品
- 恋愛音声ドラマゲーム『明治東亰恋伽』（ドワンゴ）
- PlayStation Portable専用ソフト『明治東亰恋伽』（ブロッコリー）
- PSP専用ソフト『明治東亰恋伽 トワヰライト・キス』（ブロッコリー）
- PlayStation Vita専用ソフト『明治東亰恋伽 Full Moon』（LOVE&ART）

### 一部参加作品
- PlayStation®Vita専用ソフト『白と黒のアリス』（オトメイト）
- スマートフォン向けソーシャルゲーム『魔法使いの約束』（coly）

## 漫画

### 原作
- 今度は殺されたくないアザラシさん（作画：さんかく。)(一迅社）